# 佐藤智之
佐藤 智之（さとう ともゆき、1981年1月31日- ）は、日本の陸上競技選手。大分県別府市出身。大分東明高等学校卒業。旭化成陸上部所属。2014年の別府大分毎日マラソンを最後に現役を退き、現在はコーチとして同チームに所属している。

## 経歴
大分東明高校卒業後、旭化成に入社。宗茂の指導を受け、日本のトップ選手に成長する。入社4年目の2003年延岡西日本マラソンでは2時間13分02秒で初マラソン初優勝。
2004年の東京国際マラソンで2時間9分43秒（自己記録）をマークして5位入賞を果たすが、2005年のびわ湖毎日マラソンは、2時間14分21秒の16位に終わる。2006年、別府大分毎日マラソンでは2時間11分46秒で準優勝。同年12月の福岡国際マラソンでは2時間12分29秒の10位に終わる。
2007年2月18日、第1回東京マラソンに出場。2時間09分台で優勝したケニアのダニエル・ジェンガ（ヤクルト所属）に続き、2時間11分22秒の2位でゴールイン。世界陸上大阪大会日本代表補欠に選出された。2007年7月、世界陸上大阪大会の男子マラソン代表に選出されていたSUBARUの奥谷亘が、盲腸炎をこじらせて代表を辞退。補欠だった佐藤が繰上げで正式代表となった。8月25日、世界陸上大阪大会男子マラソンに出場。しかしメダル・入賞争いには加われず、ゴールタイムは2時間20分53秒で13位、日本人4番目でのゴールに終わった。なお、同時開催のマラソンワールドカップ（団体戦）では、日本男子代表で金メダルを獲得した（ただし、世界陸上とは別個の大会のためメダリストにはならない）。
2008年3月2日のびわ湖毎日マラソンは、2時間9分59秒の7位に終わり、北京オリンピック代表入りはならなかった。2008年12月7日の福岡国際マラソンは、2時間9分59秒の4位。
2009年12月6日の福岡国際マラソンは、日本男子唯一の国内招待選手で出場するも、足の痙攣が響いて2時間23分59秒の31位に終わった。2010年3月7日のびわ湖毎日マラソンは、25キロメートル手前で優勝者のイエマネ・ツェガエ（エチオピア）のペースについていけなかったが、日本人トップとなる2時間10分7秒の2位に入った。この結果により広州アジア競技大会の代表に選出される。11月27日のアジア競技大会男子マラソンは、30キロメートル過ぎの登り坂で先頭集団についてゆけず脱落、2時間18分24秒の7位に終わった（同日本代表の北岡幸浩が銀メダル獲得、北岡は翌2011年の世界陸上大邱大会男子マラソン代表に内定）。